# 2023年世界バドミントン選手権大会の中国代表チーム
2023年世界バドミントン選手権大会の中国代表チーム（China national badminton team at the World Badminton Championships 2023）は、2023年世界バドミントン選手権大会における中華人民共和国の代表チーム。
全種目で世界最強選手を揃えて挑むが、最終的に金メダルは陳清晨 / 賈一凡ペアの1つにとどまった。

## 代表メンバー

### 男子シングルス
- 李詩灃 (6)
- 石宇奇 (8)
- 陸光祖 (13)
- 趙俊鵬

### 女子シングルス
- 陳雨菲 (3) 3位
- 何冰嬌 (5)
- 韓悦 (9)
- 王祉怡 (10)

### 男子ダブルス
- 梁偉鏗 / 王昶 (3) 3位
- 劉雨辰 / 欧烜屹 (6)
- 何濟霆 / 周昊東 (16)
- 任翔宇 / 譚強

### 女子ダブルス
- 陳清晨 / 賈一凡 (1) 優勝
- 張殊賢 / 鄭雨 (6) 3位
- 李汶妹 / 劉玄炫 (12)

### 混合ダブルス
- 鄭思維 / 黄雅瓊 (1) 準優勝
- 馮彥哲 / 黄東萍 (3)
- 蒋振邦 / 魏雅欣 (8) 3位